# 马里内奥
马里内奥（義大利語：Marineo），是意大利西西里大区巴勒莫广域市的一个市镇。总面积33平方公里，人口6814人，人口密度206.5人/平方公里（2009年）。ISTAT代码为082046。